# Delfi
Delfi (stylisé DELFI en majuscules) est un portail Internet à destination de l'Estonie, la Lettonie et la Lituanie, qui traite des informations quotidiennes sur des thématiques variées. 
Le site est classé parmi les sites web les plus populaires dans les pays baltes, où il opère sous les noms de domaine delfi.ee, delfi.lv et delfi.lt.

## Historique

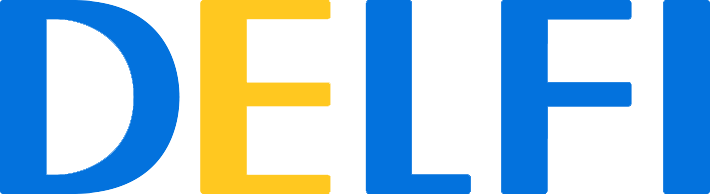
Logo précédent utilisé de 2014 à 2020, et jusqu'à 2021 en Lettonie.

Delfi est créé en 1999 par l’entreprise estonienne MicroLink et vendu en 2003 à la société norvégienne Findexa. En 2007, le groupe de médias estonien Ekspress Grupp rachète 100 % des actions de Delfi pour 54 millions d'euros. Delfi opère sous un nom unique dans les trois États baltes, la Lituanie, l’Estonie et la Lettonie, ainsi qu’en Ukraine. Le média dispose de ses bureaux à Moscou, Kaliningrad, Varsovie et Stockholm, mais ses informations proviennent également du Baltic News Service (en) et d'agences de presse.
Le 12 mars 2012, Delfi lance une version polonaise sous le nom de domaine pl.delfi.lt. Un an plus tard, une version anglaise est ajoutée sous en.delfi.lt. En mars 2014, le site delfi.ua, qui diffusait en ukrainien, est fermé. En plus des versions en estonien, letton et lituanien, la société propose des versions en russe de son portail dans les trois pays. 
En février 2016, tout le contenu en anglais de delfi.lt issu du Lithuania Tribune est placé derrière un paywall pour restreindre l'accès à la plupart des articles sans abonnement payant, sur demande du journal. D'autres éditions linguistiques feront de même par la suite.

## Controverse sur la modération des commentaires
Sur Delfi, les visiteurs peuvent commenter anonymement tous les articles d’actualité. Cette fonctionnalité donne lieu à des débats sur la liberté d’expression dans les pays baltes. 
Des élus des parlements estonien et lituanien tentent de faire voter des propositions de lois rendant Delfi et les autres portails d’information similaires responsables du contenu de ces commentaires anonymes, mais les propositions de lois ne sont pas adoptées,. En septembre 2006, les avocats d'Artūras Zuokas, maire de Vilnius, demandent aux procureurs de saisir les serveurs de Delfi et de révéler les adresses IP de tous les commentateurs anonymes ayant écrit des commentaires à son sujet dans plusieurs publications de Delfi.
En juin 2015, la Cour européenne des droits de l'homme statue dans l'affaire Delfi AS c. Estonie. Elle estime que tenir delfi.ee pour responsable des commentaires publiés par ses lecteurs ne viole pas la protection de la liberté d'expression prévue par la Convention européenne des droits de l'homme. La décision est accueillie comme une surprise,.

## Mécénat de l'université de Lettonie
À partir de 2018, Delfi est mécène de bronze de la Fondation de l'université de Lettonie. Des aides sont notamment accordées aux étudiants en sciences de la communication de la Faculté des sciences sociales, ainsi qu'aux autres étudiants en communication et en journalisme de tous les établissements d'enseignement supérieur lettons. En 2018 sont versées les premières bourses d’un montant de 10 000 euros. Delfi est un partenaire Internet et un soutien de la bourse sociale Ceļamaize 2009.